# Milly-le-Meugon
Milly-le-Meugon est une ancienne paroisse d'Anjou et une ancienne commune de Maine-et-Loire, rattachée en 1798 à la commune de Gennes.
Le village s'est développé autour du château éponyme, ancien fief de la famille de Maillé-Brézé, alliée au Grand Condé, au maréchal-duc de La Meilleraye et au cardinal de Richelieu.

## Localisation
Le village de Milly se situe à environ 6,5 km au sud du bourg de Gennes, en bordure de la frontière communale avec Dénezé-sous-Doué. Il est environné par la forêt domaniale de Milly et se situe dans le Parc naturel régional Loire-Anjou-Touraine.

## Toponymie
La paroisse est mentionnée vers 1100 sous la dénomination de Milleium, puis vers 1130 sous le nom de Milliacus, qu'on retrouve dans le nom du châtelain Hugo de Milliaco (Hugues de Milly). En 1499, le nom a évolué en Millé de Meugon. L'origine du nom est incertaine : pour certains, le nom du village tirerait son origine du nom d'un homme gallo-romain, Milius ou dériverait, plus logiquement, du terme miles, soldat, rappelant le pourquoi de l'érection de la première tour. Le Meugon est le nom du ru qui arrose la commune.

## Histoire
Le village s'est développé au gré des besoins du château, dont les constructions s'étendaient alors bien au-delà de l'enceinte actuelle. La première mention du nom de Milly est rapportée dans une charte médiévale qui fait état du don de l'église Saint-Pierre de Milly par son seigneur, Hugues de Milly, à Cunault au XIe siècle; la création de la paroisse est évidemment postérieure à la construction de la première tour de guet, lointaine origine du château de Milly et origine du village.
La seigneurie de Milly dépendait de Trèves et était détenue par la première famille de Milly depuis le XIe siècle, qui y avait une tour de guet, origine du château actuel. La seigneurie est achetée en 1248 par Hardouin V de Maillé, lui-même parent des premiers Milly, mais est confiée entre 1239 et 1257 à Hugues de Champchevrier. La seigneurie est pleinement propriété de la famille de Maillé au XIVe siècle et sera - curieusement, car elle ne relevait pas des conditions requises alors - élevée en marquisat au XVIe siècle au profit de Jacqueline de Thévalle, épouse d'Arthus (Charles) de Maillé, gentilhomme ordinaire de la chambre du roi.
Le donjon actuel du château de Milly est construit par les Maillé vers 1400, succédant à, au moins, deux tours en bois situées sur la même motte. La construction du quatrième château est lancée dans le style Renaissance par la première marquise de Milly, puis poursuivie par son fils Urbain de Maillé (1598-1650), deuxième marquis de Maillé, qui l'agrandit notablement. Ce dernier épouse Nicole du Plessis (1587-1635), la sœur de l'évêque de Luçon, Armand-Jean du Plessis, futur cardinal-duc de Richelieu, dont l'irrésistible ascension promeut utilement les intérêts des Maillé : ainsi, le 11 février 1641, le mariage de Claire-Clémence de Maillé avec Louis II de Bourbon-Condé est célébré à la paroisse de Milly.
Louis XIV dort au château en 1661. 
Signe du développement du village, un maître d'école, préalablement installé à Gennes, s'installe à Milly en 1686.
Au XVIIe siècle, la seigneurie de Milly est réunie à celle de Trèves par la famille de Condé, héritière des Maillé-Brézé-Milly. En 1747, elle est achetée par le comte de Stapleton et est transmise à sa mort à son gendre.
À la révolution, la prêtre de la paroisse prête serment. La paroisse devient commune en 1790 avant d'être réunie à la commune de Gennes le 24 janvier 1798. L'unique école de Milly ferme à la rentrée 1970.

## Administration
À la suite de la fusion de la commune de Milly à celle de Gennes, Milly n'a connu que deux maires.
| Période | Période | Identité                  | Étiquette | Qualité                                 |
| ------- | ------- | ------------------------- | --------- | --------------------------------------- |
| 1790    | 1791    | Gilles-Pierre de Béranger |           | procureur du roi à la gruerie de Trèves |
| 1791    | 1798    | Armand Godin              |           | sergent royal                           |

## Démographie
| 1793 | 1970 |
| ---- | ---- |
| 170  | 276  |

## Patrimoine et culture
- Le château de Milly est un ensemble de constructions inscrites au titre des monuments historiques, certaines médiévales et remontant au XVe siècle. Il est reconstruit entre 1560 et 1640 par la famille de Maillé, alliée à Richelieu et aux Condé. Le logis du château actuel date de 1835.

- L'église Saint-Pierre de Milly. Ancienne chapelle du château auquel elle est toujours rattachée, elle comporte dans un enfeu les restes du 3e marquis de Milly, grand-maître de la navigation et héros de la marine française.

## Personnalités de Milly le Meugon
- Urbain de Maillé (1598-1650), 2e marquis de Brézé, maréchal de France, époux de Nicole du Plessis-Richelieu[5], sœur du cardinal de Richelieu. Fut notamment gouverneur de Saumur, de Calais, d'Anjou, maréchal de France, vainqueur à Heidelberg, Spire, Avin, Lens, Bapaume et Barcelone, ambassadeur de France en Suède, vice-roi de Catalogne, etc.
- Son fils, Jean Armand de Maillé (1619-1646), duc de Fronsac, marquis de Brézé, grand-maître de la navigation (titre équivalent à amiral de France), fut l'une des gloires de la Marine française du XVIIe siècle. Né à Milly; mort à 27 ans, tué d'un boulet au cours de la bataille d'Orbitello.
- Sa fille, Claire-Clémence de Maillé (1628-1694), princesse de Condé (épouse du Grand Condé), marquise de Maillé et duchesse de Fronsac à la mort de son frère, elle aussi née à Milly.
- Abbé Henri Souillet (1899-1951), curé de Milly, célèbre lilioculteur et savant de renommée internationale[6].

### Sources
- Les procès-verbaux du Directoire exécutif, an V - an VIII, inventaire des délibérations et des minutes des arrêtés, lettres et actes du Directoire, faisant suite au Recueil des actes du Directoire exécutif d'Antonin Debidour; tome IV: nivôse-ventôse an VI [21 décembre 1797-20 mars 1798 (registre AF* III 10; cartons AF III 488, plaquette 3043, à AF III 512, plaquette 3252) par Pierre-Dominique Cheynet, conservateur en chef aux Archives nationales 1999 (édition pour mise en ligne, 2006)]
- Maillé-Brézé
- Anne Faucou et Héloïse Hilaire. Le Curé des fleurs : l'abbé Souillet, de Milly. [Le Coudray-Macouard]: Cheminements, 2000.